# Ilo Ilo
Ilo Ilo è un film del 2013 diretto da Anthony Chen, vincitore della Caméra d'or per la miglior opera prima al 66º Festival di Cannes.

## Riconoscimenti
- Festival di Cannes 2013
  - Caméra d'or